# Urechești (Vrancea)
Urecheşti è un comune della Romania di 2 591 abitanti, ubicato nel distretto di Vrancea, nella regione storica della Muntenia.
Nel 2004 si sono staccati da Urecheşti i villaggi di Popeşti e Tercheşti, andati a formare il comune di Popești.